# 108496 Sullenberger
108496 Sullenberger este o planetă minoră (asteroid), cu un diametru de 2,676 km, din centura de asteroizi. A fost descoperită pe 21 mai 2001 la Goodricke-Pigott Observatory⁠(d) de Roy A. Tucker⁠(d) și a fost numită după Chesley Sullenberger. 
Obiectul prezintă o orbită caracterizată de o semiaxă mare de 2,5837694410629 UAi, o excentricitate de 0,17, o înclinație de 14,4 ° în raport cu ecliptica.